# Фомін Ігор Олександрович
І́гор Олекса́ндрович Фомі́н (17 червня 1927, Київ — 2006) — український архітектор, доктор архітектури (1982), професор (1985), дійсний член Української академії архітектури, іноземний член Російської академії архітектури, почесний член Міжнародної академії архітектури, лауреат Державної премії України в галузі архітектури та премії Ради міністрів СРСР, заслужений архітектор України.

## Біографія
Народився 17 червня 1927 року. Батько — художник та педагог Олександр Фомін (1879—1947).
1949 року закінчив Київський інженерно-будівельний інститут, 1953 року — аспірантуру Академії будівництва і архітектури УРСР, 1954 року — кандидат архітектури (тема дисертації: «Еркер в архітектурі багатоповерхового житлового будинку (на підставі досвіду повоєнного будівництва УРСР)», науковий керівник А. В. Добровольський).
З 1954 року працював у Київському інституті містобудування.
Під його керівництвом в 1970—1980 роках проведено обстеження трудових зв'язків — маятникової міграції населення — у межах 16-ти областей СРСР — докторська дисертація «Планувальне регулювання міст в інтенсивно освоєних районах (на прикладі України)».
Завідувач кафедри містобудування Київського національного університету будівництва і архітектури.
Є автором схеми районного планування Донецької області та генерального плану Києва (1964—1967) — авторський колектив відзначений премією Ради Міністрів СРСР 1970 року.
Брав участь у державних програмах:
- «Генеральна схема розселення СРСР»,
- «Схема розселення на території Казахської РСР»,
- «Регіональна схема розселення на території Української РСР».

1983 року заснував кафедру містобудування, керував нею до своєї смерті. Його зусиллями на кафедрі започатковано спеціальність «Містобудування».
Організовував навчально-науково-виробничий комплекс «Архмістобуд» на кафедрі містобудування інституту проектування міст «ДІПРОМІСТО».
Був серед створювачів Координаційної ради по питаннях вищої освіти за спеціальністю «Містобудування» викладачів містобудівних кафедр України.
Прилучився до заснування збірника наукових праць «Досвід та перспективи розвитку міст України» — видається з 2000 року.

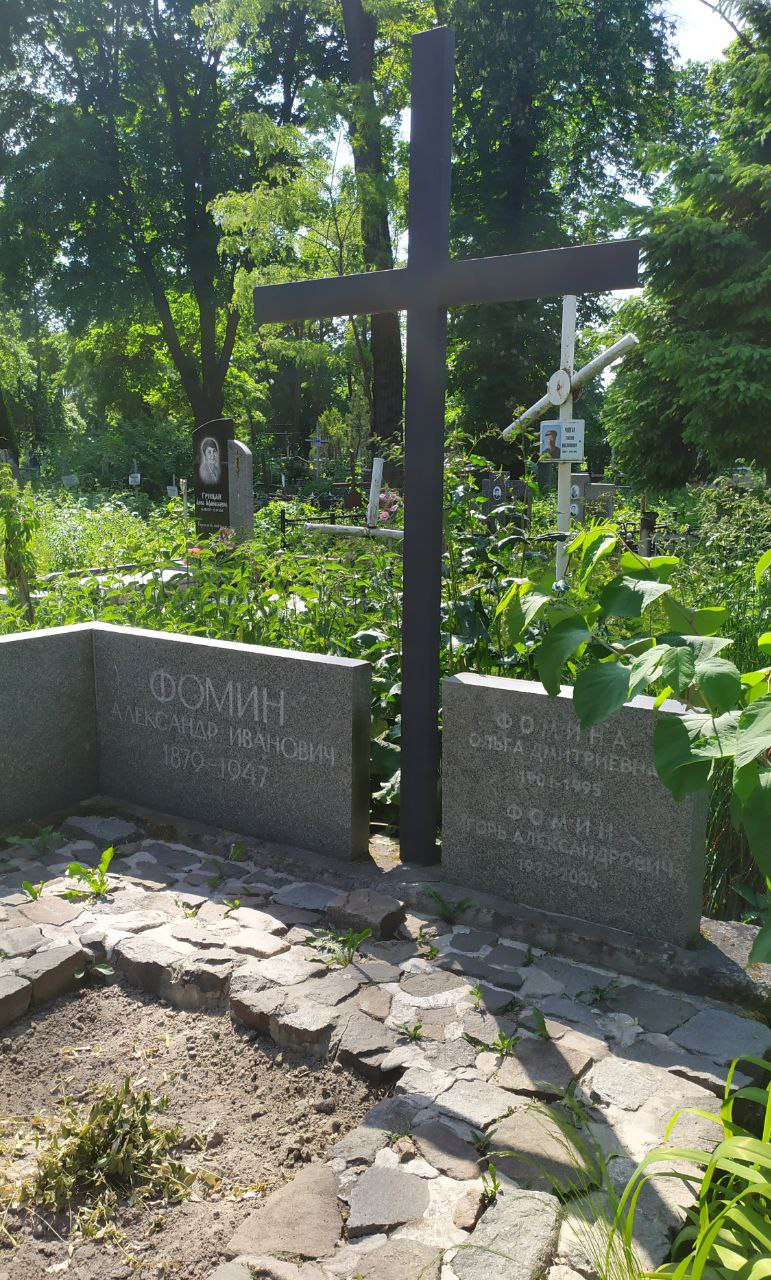
Могила Ігоря Фоміна, Лук'янівське кладовище

Був серед фундаторів створення 1992 року Української архітектурної академії. Працював головою Спеціалізованої ради по захисту докторських та кандидатських дисертацій при КНУБА.
Є автором близько 200 праць, з них 8 монографій та навчальних посібників, серед його монографій:
- Містобудування в Українській РСР у семирічці (1959—1965). Київ: Держ. вид-во л-ри з будівництва і архітектури, 1961. 45 с.: іл. (співавт.: М. М. Дьомін, Й. І. Наймарк),
- Развитие городов в промышленных районах (Планировочные аспекты). Москва: Стройиздат, 1974. 112 с.: ил.
- Город в системе населённых мест. Киев: Будівельник, 1986. 104 с.: ил.
- Основы районной планировки. Москва: Высшая школа, 1995. 224 с.: ил. (співавт.: В. В. Владимиров)
- Основи теорії містобудування: підручник. Київ: Наук. думка, 1997. 192 с.
- Александр Иванович Фомин: Художник и время. Киев: Кий, 2002. 190 с.: ил.
- Наука и творчество в архитектуре. Киев: Логос, 2006. 211 c.: ил. (співавт.: Ю. М. Білоконь)

Є автором першого підручника «Основи теорії містобудування», виданого в Україні 1997 року. Як педагог підготував до 20 кандидатів та 5 докторів архітектури.
Помер в 2006 році. Похований разом з батьками на Лук'янівському кладовищі.